# Карналл, Карл Константин де (1757)
Карл Константин де Карналл-младший (швед. Carl Constantin de Carnall, фин. Carl Constantin de Carnall; 1757 — 1832) — шведский военный деятель, затем русско-финляндский государственный деятель, вазаский губернатор (1808—1822); предприниматель.

## Биография
Родился в 1757 году в Кеми (не путать с Кемью) в шведской дворянской семье курляндского происхождения. Сын генерал-майора шведской службы Карла Константина де Карналла-старшего (1711—1773), командора ордена Меча, и его жены, Екатерины-Елизаветы фон Кнорринг.
В 1771 году (в возрасте около 14 лет) поступил на военную службу фанен-юнкером. Постепенно продвигаясь по службе, к 1793 году стал командиром пехотного батальона. 
Большая часть службы де Карналла протекала на территории Шведской Финляндии, где он приобрёл два поместья, в одном из которых в 1806 году основал железоделательный завод, и в том же году вышел в отставку со шведской военной службы, чтобы сосредоточиться на управлении только что основанным производством. 
Во время Русско-шведской войны 1808—1809 годов, происходившей на фоне политических неурядиц в Швеции, де Карналл, на тот момент находившийся в отставке, одним из первых перешёл на сторону России. Он прибыл в Санкт-Петербург, где был представлен царю Александру I и был назначен первым российским вазаским губернатором (1808). Затем де Карналл принял участие в работе Боргоского сейма, за что был награждён орденом Святой Анны 1 степени (1809). 
На этой должности он оставался около 14 лет и конфликтовал с председателем гофгерихта (апелляционного суда) Ваасы К. Ф. Роткирхом, который обвинял его в финансовых злоупотреблениях, из-за одного из которых, как докладывал Роткирх статс-секретарю по делам Финляндии барону Р. И. Ребиндеру, казна недосчиталась 27 000 рублей серебром. В 1822 году де Карналл вышел в отставку и сосредоточился на управлении заводом.
Супругой де Карналла ещё с 1784 года была Ульрика Шарлотта Ренстрём. Одну из своих дочерей он выдал замуж за русско-финляндского государственного деятеля Акселя Густава Меллина. 
Скончался в 1832 году в Нормарке (ныне в черте Пори) и был похоронен на местном приходском кладбище (могила сохранилась).